# Gran Premio motociclistico del Qatar 2009
Il Gran Premio motociclistico del Qatar 2009 corso il 12 aprile, è stato il primo Gran Premio della stagione 2009. A causa delle condizioni climatiche avverse dovute ad un violento acquazzone, l'evento è stato esteso fino al 13 aprile per consentire il recupero della gara della classe MotoGP, annullata a pochi minuti dalla partenza. Inoltre la pioggia ha condizionato anche le gare delle classi 250 e 125, che sono state fatte concludere in anticipo e con un numero di giri ridotto.

## MotoGP
La gara, inizialmente programmata alle 23:00 ora locale del 12 aprile, è stata annullata all'ultimo momento per via di una forte pioggia abbattutasi sul circuito di Losail poco prima dell'avvio della corsa. Prima della partenza era stato osservato un minuto di silenzio in memoria delle vittime del terremoto dell'Aquila del 2009.
Dopo varie discussioni, la direzione di gara ha deciso in nottata di posticipare la corsa al giorno successivo, con la nuova partenza fissata alle 21:00 ora locale.
Alla partenza, Stoner accumula subito un vantaggio sugli altri; Rossi viene sorpassato da Capirossi e dal compagno di squadra Lorenzo; dopo pochi giri Rossi riesce a riprendersi la piazza d'onore, tentando il recupero sull'australiano riesce ad arrivare a 1.9 secondi dal ducatista, per poi abbandonare il suo intento, arrivando sul traguardo a quasi 8" dal vincitore.
Dietro il duo di testa, la caduta di Capirossi facilita il compito di Lorenzo, che raggiunge agevolmente il podio. Edwards, con una Yamaha non ufficiale, riesce a spuntarla su Dovizioso per la quarta piazza.
Marco Melandri, a causa di un contatto al via, è costretto ad inseguire dal fondo della classifica per poi raggiungere la 14ª piazza; dietro di lui l'esordiente Takahashi, mentre ultimo si classifica Canepa, anche lui su Ducati (facente parte dello stesso team di Kallio).

### Arrivati al traguardo
| Pos | Nº | Pilota           | Squadra                  | Motocicletta | Giri | Tempo      | Griglia | Punti |
| --- | -- | ---------------- | ------------------------ | ------------ | ---- | ---------- | ------- | ----- |
| 1   | 27 | Casey Stoner     | Ducati Marlboro          | Ducati       | 22   | 42:53.984  | 1       | 25    |
| 2   | 46 | Valentino Rossi  | Fiat Yamaha              | Yamaha       | 22   | + 7.771    | 2       | 20    |
| 3   | 99 | Jorge Lorenzo    | Fiat Yamaha              | Yamaha       | 22   | + 16.244   | 3       | 16    |
| 4   | 5  | Colin Edwards    | Monster Yamaha Tech 3    | Yamaha       | 22   | + 24.410   | 6       | 13    |
| 5   | 4  | Andrea Dovizioso | Repsol Honda             | Honda        | 22   | + 27.263   | 4       | 11    |
| 6   | 15 | Alex De Angelis  | San Carlo Honda Gresini  | Honda        | 22   | + 29.883   | 9       | 10    |
| 7   | 7  | Chris Vermeulen  | Rizla Suzuki             | Suzuki       | 22   | + 33.627   | 8       | 9     |
| 8   | 36 | Mika Kallio      | Pramac Racing            | Ducati       | 22   | + 34.755   | 10      | 8     |
| 9   | 24 | Toni Elías       | San Carlo Honda Gresini  | Honda        | 22   | + 39.481   | 12      | 7     |
| 10  | 14 | Randy de Puniet  | LCR Honda                | Honda        | 22   | + 42.284   | 7       | 6     |
| 11  | 3  | Dani Pedrosa     | Repsol Honda             | Honda        | 22   | + 48.526   | 14      | 5     |
| 12  | 69 | Nicky Hayden     | Ducati Marlboro          | Ducati       | 22   | + 48.883   | 16      | 4     |
| 13  | 59 | Sete Gibernau    | Grupo Francisco Hernando | Ducati       | 22   | + 52.215   | 15      | 3     |
| 14  | 33 | Marco Melandri   | Hayate Racing            | Kawasaki     | 22   | + 56.379   | 11      | 2     |
| 15  | 72 | Yūki Takahashi   | Scot Racing              | Honda        | 22   | + 1:00.286 | 17      | 1     |
| 16  | 52 | James Toseland   | Monster Yamaha Tech 3    | Yamaha       | 22   | + 1:14.978 | 13      |       |
| 17  | 88 | Niccolò Canepa   | Pramac Racing            | Ducati       | 22   | + 1:15.028 | 18      |       |

### Ritirato
| Nº | Pilota          | Squadra      | Motocicletta | Giri | Griglia |
| -- | --------------- | ------------ | ------------ | ---- | ------- |
| 65 | Loris Capirossi | Rizla Suzuki | Suzuki       | 7    | 5       |

## Classe 250
La gara è stata fatta iniziare con 40 minuti di ritardo rispetto all'orario previsto a causa della pioggia (poi allontanatasi) che ha interferito sulla corsa della classe 125. Per questo motivo e per non far slittare la partenza per la gara della MotoGP, i giri sono stati ridotti da 20 a 13.

### Arrivati al traguardo
| Pos | Nº | Pilota              | Squadra                     | Motocicletta | Giri | Tempo      | Griglia | Punti |
| --- | -- | ------------------- | --------------------------- | ------------ | ---- | ---------- | ------- | ----- |
| 1   | 40 | Héctor Barberá      | Pepe World Team             | Aprilia      | 13   | 26:50.940  | 4       | 25    |
| 2   | 16 | Jules Cluzel        | Matteoni Racing             | Aprilia      | 13   | + 0.826    | 13      | 20    |
| 3   | 63 | Mike Di Meglio      | Mapfre Aspar                | Aprilia      | 13   | + 6.181    | 3       | 16    |
| 4   | 4  | Hiroshi Aoyama      | Scot Racing                 | Honda        | 13   | + 6.609    | 2       | 13    |
| 5   | 35 | Raffaele De Rosa    | Scot Racing                 | Honda        | 13   | + 6.656    | 14      | 11    |
| 6   | 12 | Thomas Lüthi        | Emmi - Caffe Latte          | Aprilia      | 13   | + 6.672    | 9       | 10    |
| 7   | 19 | Álvaro Bautista     | Mapfre Aspar                | Aprilia      | 13   | + 7.608    | 1       | 9     |
| 8   | 14 | Ratthapark Wilairot | Thai Honda PTT SAG          | Honda        | 13   | + 8.349    | 12      | 8     |
| 9   | 15 | Roberto Locatelli   | Metis Gilera                | Gilera       | 13   | + 15.032   | 10      | 7     |
| 10  | 28 | Gábor Talmácsi      | Balaton Racing              | Aprilia      | 13   | + 20.348   | 6       | 6     |
| 11  | 55 | Héctor Faubel       | Valencia CF - Honda SAG     | Honda        | 13   | + 20.465   | 5       | 5     |
| 12  | 48 | Shōya Tomizawa      | CIP Moto - GP250            | Honda        | 13   | + 28.402   | 16      | 4     |
| 13  | 52 | Lukáš Pešek         | Auto Kelly - CP             | Aprilia      | 13   | + 28.906   | 15      | 3     |
| 14  | 6  | Alex Debón          | Aeropuerto-Castello-Blusens | Aprilia      | 13   | + 33.779   | 8       | 2     |
| 15  | 25 | Alex Baldolini      | WTR San Marino              | Aprilia      | 13   | + 36.988   | 17      | 1     |
| 16  | 8  | Bastien Chesaux     | Racing Team Germany         | Honda        | 13   | + 1:01.730 | 21      |       |
| 17  | 10 | Imre Tóth           | Toth Aprilia                | Aprilia      | 13   | + 1:03.512 | 18      |       |
| 18  | 56 | Vladimir Leonov     | Viessmann Kiefer Racing     | Aprilia      | 13   | + 1:32.385 | 20      |       |
| 19  | 77 | Aitor Rodríguez     | Milar - Juegos Lucky        | Aprilia      | 13   | + 1:38.752 | 22      |       |

### Ritirati
| Nº | Pilota        | Squadra               | Motocicletta | Giri | Griglia |
| -- | ------------- | --------------------- | ------------ | ---- | ------- |
| 17 | Karel Abraham | Cardion AB Motoracing | Aprilia      | 8    | 11      |
| 7  | Axel Pons     | Pepe World Team       | Aprilia      | 0    | 19      |
| 75 | Mattia Pasini | Toth Aprilia          | Aprilia      | 0    | 7       |

### Non qualificato
| Nº | Pilota           | Squadra      | Motocicletta |
| -- | ---------------- | ------------ | ------------ |
| 58 | Marco Simoncelli | Metis Gilera | Gilera       |

## Classe 125
La corsa della classe 125 è partita secondo l'orario programmato, ma durante il 3º giro è iniziata la pioggia, che ha costretto a interrompere la gara dopo 4 giri. Data l'impossibilità di riprendere la corsa, la gara è stata dichiarata definitivamente conclusa e sono stati assegnati ai piloti la metà dei punti, non essendo stati percorsi i due terzi dei giri previsti. È stata la gara più breve della storia del Motomondiale con motore termico, per una distanza di 21,52 km..

### Arrivati al traguardo
| Pos | Nº | Pilota             | Squadra                 | Motocicletta | Giri | Tempo    | Griglia | Punti |
| --- | -- | ------------------ | ----------------------- | ------------ | ---- | -------- | ------- | ----- |
| 1   | 29 | Andrea Iannone     | Ongetta Team I.S.P.A.   | Aprilia      | 4    | 8:37.245 | 3       | 12,5  |
| 2   | 60 | Julián Simón       | Bancaja Aspar           | Aprilia      | 4    | + 0.180  | 1       | 10    |
| 3   | 11 | Sandro Cortese     | Ajo Interwetten         | Derbi        | 4    | + 5.211  | 5       | 8     |
| 4   | 44 | Pol Espargaró      | Derbi Racing            | Derbi        | 4    | + 5.769  | 8       | 6,5   |
| 5   | 38 | Bradley Smith      | Bancaja Aspar           | Aprilia      | 4    | + 6.650  | 2       | 5,5   |
| 6   | 94 | Jonas Folger       | Ongetta Team I.S.P.A.   | Aprilia      | 4    | + 6.701  | 10      | 5     |
| 7   | 18 | Nicolás Terol      | Jack & Jones Team       | Aprilia      | 4    | + 6.771  | 4       | 4,5   |
| 8   | 17 | Stefan Bradl       | Viessmann Kiefer Racing | Aprilia      | 4    | + 7.592  | 7       | 4     |
| 9   | 99 | Danny Webb         | Degraaf Grand Prix      | Aprilia      | 4    | + 8.169  | 13      | 3,5   |
| 10  | 12 | Esteve Rabat       | Blusens Aprilia         | Aprilia      | 4    | + 8.678  | 15      | 3     |
| 11  | 77 | Dominique Aegerter | Ajo Interwetten         | Derbi        | 4    | + 12.232 | 18      | 2,5   |
| 12  | 33 | Sergio Gadea       | Bancaja Aspar           | Aprilia      | 4    | + 12.237 | 6       | 2     |
| 13  | 45 | Scott Redding      | Blusens Aprilia         | Aprilia      | 4    | + 12.360 | 11      | 1,5   |
| 14  | 24 | Simone Corsi       | Jack & Jones Team       | Aprilia      | 4    | + 13.754 | 19      | 1     |
| 15  | 14 | Johann Zarco       | WTR San Marino          | Aprilia      | 4    | + 13.783 | 14      | 0,5   |
| 16  | 16 | Cameron Beaubier   | Red Bull KTM Motosport  | KTM          | 4    | + 13.893 | 22      |       |
| 17  | 7  | Efrén Vázquez      | Derbi Racing            | Derbi        | 4    | + 14.170 | 21      |       |
| 18  | 6  | Joan Olivé         | Derbi Racing            | Derbi        | 4    | + 14.452 | 12      |       |
| 19  | 8  | Lorenzo Zanetti    | Ongetta Team I.S.P.A.   | Aprilia      | 4    | + 15.310 | 20      |       |
| 20  | 73 | Takaaki Nakagami   | Ongetta Team I.S.P.A.   | Aprilia      | 4    | + 16.415 | 16      |       |
| 21  | 32 | Lorenzo Savadori   | Fontana Racing          | Aprilia      | 4    | + 18.602 | 23      |       |
| 22  | 35 | Randy Krummenacher | Degraaf Grand Prix      | Aprilia      | 4    | + 19.355 | 17      |       |
| 23  | 53 | Jasper Iwema       | Racing Team Germany     | Honda        | 4    | + 28.034 | 25      |       |
| 24  | 87 | Luca Marconi       | CBC Corse               | Aprilia      | 4    | + 28.114 | 24      |       |
| 25  | 69 | Lukáš Šembera      | Matteoni Racing         | Aprilia      | 4    | + 28.199 | 25      |       |
| 26  | 5  | Alexis Masbou      | Loncin Racing           | Loncin       | 4    | + 28.272 | 28      |       |
| 27  | 71 | Tomoyoshi Koyama   | Loncin Racing           | Loncin       | 4    | + 28.544 | 27      |       |
| 28  | 10 | Luca Vitali        | CBC Corse               | Aprilia      | 4    | + 53.927 | 30      |       |

### Ritirati
| Nº | Pilota           | Squadra                | Motocicletta | Giri | Griglia |
| -- | ---------------- | ---------------------- | ------------ | ---- | ------- |
| 93 | Marc Márquez     | Red Bull KTM Motosport | KTM          | 3    | 9       |
| 88 | Michael Ranseder | Haojue Team            | Haojue       | 3    | 29      |

### Non partito
| Nº | Pilota        | Squadra     | Motocicletta | Giri |
| -- | ------------- | ----------- | ------------ | ---- |
| 66 | Matthew Hoyle | Haojue Team | Haojue       | 31   |